# Puerto Vilelas
Puerto Vilelas är en ort i Argentina.   Den ligger i provinsen Chaco, i den nordöstra delen av landet, 800 km norr om huvudstaden Buenos Aires. Puerto Vilelas ligger 52 meter över havet och antalet invånare är 8 455.
Terrängen runt Puerto Vilelas är mycket platt. Runt Puerto Vilelas är det tätbefolkat, med 659 invånare per kvadratkilometer.. Närmaste större samhälle är Resistencia, 7,4 km nordväst om Puerto Vilelas. 
Trakten runt Puerto Vilelas består huvudsakligen av våtmarker.